# 奧林匹克游泳館圓形地
奧林匹克游泳館圓形地（葡萄牙語：Rotunda da Piscina Olímpica），是位於澳門氹仔的一個迴旋處，以位於圓形地旁邊的澳門奧林匹克游泳館作命名。圓形地西北端連接運動場道分為三個岔口，兩個岔口分別是前往輕軌運動場站和另一岔口前往學院路及排角路，東端連接望德聖母灣大馬路往路氹連貫公路方向，南端連接蓮花海濱大馬路。2018年開展路網重整工程，當中連接東亞運大馬路至望德聖母灣大馬路的行車天橋於2021年9月通車；至於由東亞運大馬路單向前往蓮花海濱大馬路的西南匝橋於2024年1月19日正式通車。

## 概述

### 輕軌一期氹仔段建造工程
2012年10月13日，為配合澳門輕軌一期氹仔段動工，奧林匹克游泳館圓形地至氹仔排角之間的中央綠化帶及兩側車道，以水碼試圍封長約350米的施工範圍，屆時該路段將調整至雙向每邊兩線行車，“奧林匹克游泳館”和“奧林匹克游泳館圓形地”巴士站及原有斑馬線獲保留。
2013年2月6日11:00起，配合輕軌工程的施工規模逐步擴大，開闢一條由學院路貫穿排角路通往路氹城方向的新車道，達至分流奧林匹克游泳館圓形地的車輛，減輕該處的交通壓力。
2013年3月16日，介乎奧林匹克游泳館圓形地至體育路一段的運動場道改作單向行車，只供車輛由圓形地往運動場圓形地方向行駛；介乎運動場圓形地與學院路的一段體育路，以及介乎體育路與排角路的一段學院路實施臨時單一方向行車，即車輛僅可經運動場道駛入體育路及學院路行駛，禁止車輛由排角路往學院路及體育路方向行駛。與此同時，介乎奧林匹克圓形地與學院路的一段排角路將實施封閉交通(特許車輛除外)。
2014年9月25日，配合輕軌運動場站工程動工，氹仔奧林匹克游泳館圓形地往運動場圓形地方向的一段運動場道收窄至單線行車。
2015年11月30日22:00至12月1日10:00，因應輕軌高架橋預製件吊裝施工，介乎氹仔奧林匹克游泳館圓形地與學院路之間的一段排角路會實施封閉交通，車輛需取道體育路及學院路行駛。
2017年1月24日，為疏導圓形地之交通，交通事務局於東亞運大馬路新增一條左轉入運動場道之車道，以便車輛可直接從該車道前往氹仔中心區，無須進入圓形地減少阻塞。

### 周邊路網重整工程
2018年1月18日，建設發展辦公室為配合氹仔城市發展的交通需求，對圓形地周邊路網進行重整並進行公開開標。工程最長施工期為1080工作天，共收到12份標書。經開標程序後， 全部標書被接納工程造價介乎澳門幣2億4千8百多萬至澳門幣3億6千6百多萬；施工期由780工作天到1055工作天。項目為興建一條連接東亞運大馬路及望德聖母灣大馬路的雙向四車道行車天橋，以及包括擴闊圓形地周邊道路、綠化工程及下水道整治等。
2018年7月15日首班車起，配合周邊路網重整工程，“奧林匹克游泳館圓形地”巴士站永久取消。
2019年5月18日，配合建設發展辦公室重整圓形地周邊路網，“奧林匹克游泳館”巴士站永久取消。同時，“望德聖母灣馬路/軍營”站分拆為兩個分流站，於行車方向後方、距離現時站點約70米新增一分流站。
2020年6月15日至9月30日，位於圓形地南端的蓮花海濱大馬路展開下水道重整工程。
2021年1月9日至6月底，「奧林匹克游泳館圓形地周邊路網重整」工程進入圓形地西側橋樑段橋面建造工序，配合工程開展，鄰近圓形地西側的道路臨時封閉並實施臨時交通改道措施，增設臨時交通燈作分流。
2021年4月23日至7月底，展開第二階段交通安排，進入圓形地東側橋樑段橋面建造工序。其中，奧林匹克游泳館圓形地近望德聖母灣大馬路的路段實施封閉交通，圓形地各路口設置臨時交通燈管制，讓來自東亞運大路及望德聖母灣大馬路的車輛在交通燈控制下輪流通車（蓮花海濱大馬路往市區、機場、友誼大橋方向同樣受交通燈管制）。至於取道蓮花海濱大馬路左轉前往西灣大橋方向、取道東亞運大馬路左轉往氹仔市區方向以及取道望德聖母灣大馬路左轉往蓮花海濱大馬路方向的車輛則不受影響。其後因應工程推進且進度較預期理想，臨時交通安排將作出微調，屆時奧林匹克游泳館圓形地封閉範圍會由近東亞運大馬路一側改為近望德聖母灣大馬路一側，但行車方向不變，各個進入圓形地的路口仍須在臨時交通燈號控制下輪流通車，至於其他臨時交通安排則維持。
2021年4月30日15:00，圓形地周邊正實施第二階段改道措施再作調整，包括取消東亞運大馬路往市區方向之專道，即該道路之最左車道改由臨時交通燈控制，並允許駛往望德聖母灣大馬路方向，調整後東亞運大馬路往望德聖母灣大馬路之車道會由一條變為二條，其餘行車動線不變，而其他路口則維持現有的臨時交通燈號控制下輪流通車安排。
2021年5月25日，建設發展辦公室公佈周邊路網重整已完成整體工程的80%。目前正進行行車天橋主體結構建造工程，預計東、西兩段行車天橋橋面可於同年8月貫通，後續將進行圓形地路面重整工作，整體工程將於同年11月完工。
2021年7月17日，奧林匹克游泳館圓形地及周邊道路工程完成，工程在各方努力下進度理想，圓形地得以提前解封並恢復原來通車安排，相信有助紓緩塞車。有工程人員受訪預計，餘下的路網工程於同年8月內可完成，行車天橋亦有望提前竣工。有工程人員受訪表示，在承建商、監理公司配合下，工程日以繼夜施工，進度較預期理想。預計餘下的路面工程下月內完成，即九月開學前可全面恢復原有交通。圓形地上方的行車天橋是澳門市區最長的行車天橋完成合龍，工程原定11月竣工，亦有望提前完成。
2021年9月25日上午，望德聖母灣至東亞運大馬路行車天橋正式開放使用。

### 西南匝道橋建造工程
2022年4月1日至5月26日，按計劃開展第二期工程即西南匝道橋工程進行前期鑽探工作。
2022年8月15日至2023年7月1日，工程展開第一階段施工，工程範圍主要為奧林匹克游泳館圓形地、東亞運大馬路及蓮花海濱大馬路等一帶道路，工程包括於已建成的行車天橋銜接位置興建一條連接東亞運大馬路及蓮花海濱大馬路的單向單線車道行車天橋、周邊道路綠化以及下水道整治等。
2023年2月24日，配合工程推進，“皇庭海景酒店”巴士站臨時遷移。
2023年4月1日，配合工程進行，連接蓮花海濱大馬路與東亞運大馬路之內路臨時開放，以減少往圓形地之車流。
2023年4月8日，由於搭建臨時鋼平台，圓形地南側臨時封閉並同步封閉由圓形地駛往東亞運大馬路之路口以及由望德聖母灣大馬路駛往圓形地之路口。當時設置的交通燈會臨時撤銷，圓形地部份路段臨時改為單線行車。同時因應蓮花海濱大馬路車流增加，保障行人過路安全，於蓮花海濱大馬路近圓形地之斑馬線將臨時增加兩組手控式交通燈。
2023年5月4日，蓮花海濱大馬路左轉往西灣大橋方向之行車道將恢復開放，車輛可恢復經由圓形地左轉往西灣大橋；而蓮花海濱大馬路近銆海灣位置左轉往東亞運大馬路之內路會同步改為無出口道路。
2023年8月8日至9月6日，奧林匹克游泳館圓形地往東亞運大馬路的路口由8月15日起臨時封閉，氹仔蓮花海濱大馬路近銆海灣位置左轉往東亞運大馬路之內路臨時開放，供前往西灣大橋的車輛使用。而圓形地南側的其他臨時措施暫時仍然維持。
2023年9月2日至25日，工程單位於東亞運大馬路往西灣大橋方向之行車天橋出口搭建臨時鋼平台以便進行橋面結構施工，整體工程預計於2024年第一季完工，上述期間，東亞運大馬路往西灣大橋方向的部份路段分段實施有限度通車；而奧林匹克游泳館圓形地的臨時交通措施和巴士臨時調整繼續維持現有安排，直至鋼平台拆卸工作完成後將恢復原有安排。
2024年1月，西南匝道行車天橋已完工，並計劃於同年1月19日開放使用，另外，鄰近氹仔蓮花海濱大馬路近銆海灣新建道路，將於同月底完工，隨後進行工程驗收，當驗收通過後將開通使用。

## 行車天橋建築結構

### 第一期
行車天橋第一期工程為連接東亞運大馬路至望德聖母灣大馬路，上跨圓形地和舒緩圓形地交通壓力，下穿澳門輕軌氹仔線軌道，屬雙向兩車道，寬度皆為6米，東行線長約732米、西行線長約434米，限制高度超過4.7米的車輛及重型貨車通行。

### 第二期
行車天橋第二期工程於已建成的行車天橋之間的位置銜接新增西南走線匝道行車天橋，連接東亞運大馬路及蓮花海濱大馬路的單向單線車道行車天橋，為第一期行車天橋支線，另外周邊新闢一條鄰近蓮花海濱大馬路近銆海灣通往東亞運大馬路的道路。

## 爭議
2021年1月初，奧林匹克游泳館圓形地周邊路網重整工程繼續推進，受工程改道影響，有駕駛者反映現場改道措施混亂。建設發展辦公室表示，是次的交通改道措施，受現場施工環境的限制，行車條件將較以往複雜，建議市民提早出門以熟悉路況，並遵守現場交通警員的指揮及安排。
民眾建澳聯盟關注有關情況並與交通事務局人員進行座談，代表表示有部份駕駛者反映擔憂該路段塞車情況或會因新措施而加劇，希望工程能盡快按計劃完成，減少道路交通壓力。而交通事務局人員表示，已實施四項臨時交通措施，以緩解該處道路交通壓力，保障該處道路交通安全，並呼籲居民出行前提早做好規劃，清晰新措施指引，同時當局也會因應不同時段而增設交通指揮員維持道路安全及保持順暢。
2021年2月2日，在離島社咨委會議上，會上多名委員關注氹仔道路工程及交通情況，建議當局確保工程盡快完工，減少對市民的影響，以及加強交通標誌提醒居民和車輛，以免釀成事故。委員李海霞表示，奧林匹克游泳館圓形地周邊路網工程實施臨時交通措施已有大半個月，工程當局加裝紅綠燈可讓駕駛者有序通行，惟是次交通改道措施受現場施工環境限制，行車條件較以往複雜，駕駛者往澳門及氹仔城區行車路線時容易入錯線。建議於望德聖母灣大馬路行車方向，在條件許可下延長路口水馬或安裝彈力棒，分隔往澳門及氹仔城區行車路線，提示駕駛者及早選定行車線，並於施工路段設置電子顯示路牌，提早讓駕駛者留意現場指示，晚間顯示亦較為清晰可見。
2021年3月下旬，因應圓形地周邊路網重整，鄰近圓形地西側的道路由該年1月至6月底暫時封閉，並實施臨時交通改道措施。圓形地多個路口設置交通燈，雖已運作多時，但繁忙時段塞車依舊嚴重。有市民向本地紙媒反映，不論繁忙或非繁忙時段，塞車均較過往明顯，冀工程早日完成。治安警曾指，相關路段道路交匯處均由臨時交通燈管制，交通廳亦已抽調人員於周邊道路引導車輛至正確的行車方向。繁忙時段亦改為主要依靠現場警員手動控制交通燈，即時調度行車較緩慢路段的車輛。據悉，有關行車天橋結構預計該年第三季完成，接着鋪裝橋面瀝青及修復花圃及路面，整項工程預計於該年第四季完成。由於位於氹仔市區的基馬拉斯大馬路空中走廊工程同步展開，加上先前有澳門輕軌一期工程，導致改道頻繁和使圓形地成為“堵車黑點”。
對於泳館圓形地交通擠塞問題嚴重，離島社咨委委員林家全和余致力表示，蓮花海濱大馬路往圓形地方向的車輛，因受交通燈管制下出現較嚴重的塞車，車龍由交通燈位一直延伸至皇庭海景酒店附近。可以預見，同樣情況於平日尤其繁忙時段，塞車更明顯。他們建議相關部門可於繁忙時段適時增派交通警員維持秩序，或考慮適當調整交通燈號時間，避免於某一路口因長時間停車而造成擠塞。建議全澳加快引入大數據智能交通系統，全面監測路面的車流量和智能調整轉燈時間，使路網交通更暢順。
2021年6月下旬，第六屆澳門立法會直選議員林玉鳳關注多項公共工程擾民，以及重覆掘路造成交通堵塞問題，建議利用智慧交通手段，善規劃工程期間的臨時交通措施。以氹仔市區周邊道路為例，因基馬拉斯大馬路空中走廊建造工程、氹仔奧林匹克游泳館圓形地的路網重整及行車天橋工程等，所實施的臨時交通措施雜亂無章，例如交通指示牌不清晰，交通燈、車道、斑馬線位置經常改換等，令道路使用者無所適從，在人車爭路下，不但容易擠塞路面， 同時亦險象環生。她建議政府可考慮多運用智慧交通的做法，事先推演不同臨時交通措施方案的流量數據和效果，讓當局和市民可以選擇較適合方案。同時，亦要模擬和預估工程進行到不同階段，臨時交通措施將會有何變動，從而採取變動較少的預案， 減少交通安排經常改換、令市民無適從的情況。

## 周邊建築
- 澳門銀河
- 奧林匹克游泳館
- 銆海灣

## 周邊交通配套

### 公共巴士
T347 運動場／體育中心（Estádio／Centro Desportivo）
路線：25B、26A、35、72、102X、MT1、MT3、N6
T420 蓮花海濱大馬路／銀河-1（Av. M. Flor de Lotus／Galaxy-1）
路線：52、55、71、73、102X、H3、N6
T421 皇庭海景酒店（Pousada Marina Infante）
路線：15S、52、55、71、71S、73、102X、H3、N6
T361 運動場／賽馬會（Estádio／Jockey Club）
路線：25B、26A、30X、35、52、72、102X、MT1、MT3、N6
T364 望德聖母灣馬路／軍營（Est. Baia N. S. Esperança／Quartel）
路線：25B、26A、35、71S、72、MT1、MT3
T365 排角／銀河（Pai Kok／Galaxy）
路線：25B、26A、30X、35、72、MT1、MT3

### 輕軌
- █  氹仔線運動場站及排角站

## 外部連結
- 公共建設局 - 奧林匹克游泳館圓形地周邊路網重整 （页面存档备份，存于）
- 公共建設局 - 奧林匹克游泳館圓形地周邊路網重整 - 西南匝道橋建造工程 （页面存档备份，存于）